# (400212) 2007 BL69
(400212) 2007 BL69 es un asteroide perteneciente al cinturón de asteroides, descubierto el 27 de enero de 2007 por el equipo del Mount Lemmon Survey desde el Observatorio del Monte Lemmon, Arizona, Estados Unidos.

## Designación y nombre
Designado provisionalmente como 2007 BL69.

## Características orbitales
2007 BL69 está situado a una distancia media del Sol de 2,187 ua, pudiendo alejarse hasta 2,434 ua y acercarse hasta 1,939 ua. Su excentricidad es 0,113 y la inclinación orbital 2,291 grados. Emplea 1181,41 días en completar una órbita alrededor del Sol.

## Características físicas
La magnitud absoluta de 2007 BL69 es 18,2.